# Шипівецька сільська рада
Шипіве́цька сільська́ ра́да — адміністративно-територіальна одиниця та орган місцевого самоврядування в Заліщицькому районі Тернопільської області. Адміністративний центр — село Шипівці.

## Загальні відомості
- Територія ради: 12,14 км²
- Населення ради: 895 осіб (станом на 2001 рік)
- Територією ради протікає річка Серет

## Населені пункти
Сільській раді підпорядковані населені пункти:
- с. Шипівці

## Склад ради
Рада складається з 16 депутатів та голови.
- Голова ради: Золота Ольга Іванівна
- Секретар ради: Вербіцька Надія Романівна

### Керівний склад попередніх скликань
| Прізвище, ім'я, по батькові | Основні відомості                                                        | Дата обрання | Дата звільнення |
| --------------------------- | ------------------------------------------------------------------------ | ------------ | --------------- |
| Золотий Володимир Павлович  | Сільський голова, 1965 року народження, член Української Народної Партії | 26.03.2006   | 22.01.2007      |
| Золотий Дмитро Петрович     | Сільський голова, 1972 року народження, безпартійний                     | 17.06.2007   | 01.02.2008      |
| Золота Ольга Іванівна       | Сільський голова, 1974 року народження, освіта вища, позапартійна        | 30.11.2008   | 31.10.2010      |
| Золота Ольга Іванівна       | Сільський голова, 1974 року народження, освіта вища, позапартійна        | 31.10.2010   |                 |

Примітка: таблиця складена за даними сайту Верховної Ради України

### Депутати
За результатами місцевих виборів 2010 року депутатами ради стали:

#### За суб'єктами висування
| Суб'єкт висування | Кількість обраних депутатів | %   |
| ----------------- | --------------------------- | --- |
| Самовисування     | 16                          | 100 |

#### За округами
| № округу | Прізвище, ім'я, по батькові    | Дата визнання обраним | Освіта             | Партійна приналежність | Відомості про обраного депутата                        |
| -------- | ------------------------------ | --------------------- | ------------------ | ---------------------- | ------------------------------------------------------ |
| 1        | Палечко Марія Петрівна         | 03.11.2010            | середня            | позапартійна           | тимчасово не працює                                    |
| 2        | Пригодюк Олександра Богданівна | 03.11.2010            | вища               | позапартійна           | тимчасово не працює                                    |
| 3        | Вербіцька Ганна Михайлівна     | 03.11.2010            | середня спеціальна | позапартійна           | Дитячий садочок «Калинонька», завідувачка              |
| 4        | Мельник Оксана Іванівна        | 03.11.2010            | вища               | позапартійна           | Шипівська сільська рада, бухгалтер                     |
| 5        | Вербіцька Ганна Володимирівна  | 03.11.2010            | середня спеціальна | позапартійна           | БНТ с. Шипівці, директор                               |
| 6        | Золотий Дмитро Петрович        | 03.11.2010            | середня            | позапартійний          | ПП «Шипівське», директор                               |
| 7        | Савчук Ганна Степанівна        | 03.11.2010            | вища               | позапартійна           | загальноосвітня школа І-ІІ ст. с. Шипівці, директор    |
| 8        | Головацький Василь Степанович  | 03.11.2010            | середня спеціальна | позапартійний          | тимчасово не працює                                    |
| 9        | Золота Лілія Іванівна          | 03.11.2010            | середня спеціальна | позапартійна           | Магазин промпродтоварів с. Шипівці, підприємець        |
| 10       | Фурик Ірина Петрівна           | 03.11.2010            | середня            | позапартійна           | Територіальний центр м. Заліщики, соціальний працівник |
| 11       | Головацький Степан Богданович  | 03.11.2010            | середня спеціальна | позапартійний          | тимчасово не працює                                    |
| 12       | Золота Богданна Василівна      | 03.11.2010            | вища               | позапартійна           | Шипівська сільська рада, землевпорядник                |
| 13       | Крикніцька Галина Іванівна     | 03.11.2010            | середня спеціальна | позапартійна           | ПП «Шипівське», головний бухгалтер                     |
| 14       | Мислоглід Ганна Дмитрівна      | 03.11.2010            | середня спеціальна | позапартійна           | Магазин промпродтоварів с. Шипівці, підприємець        |
| 15       | Вербіцька Надія Романівна      | 03.11.2010            | вища               | позапартійна           | Шипівська сільська рада, секретар                      |
| 16       | Золотий Руслан Володимирович   | 03.11.2010            | середня спеціальна | позапартійний          | тимчасово не працює                                    |